# Mara Jade
Mara Jade, później Mara Jade Skywalker – postać fikcyjna ze świata Gwiezdnych wojen, bohaterka książek i komiksów rozgrywających się przede wszystkim w okresie po bitwie o Yavin. Ręka Imperatora, przemytnik, później Jedi i żona Luke’a Skywalkera. Rudowłosa kobieta o wyjątkowej sprawności fizycznej oraz znakomitej pamięci. Przez ponad 20 lat uznawano ją za postać kanoniczną, obecnie jest jedynie bohaterką Expanded Universe, czyli niekanonicznych Legend, osi czasu alternatywnej wobec wydarzeń znanych z części VII-IX.

## Historia

### Ręka Imperatora
Mara Jade urodziła się około 18 lat przed bitwą o Yavin. Nigdy nie poznała swoich rodziców. Została im zabrana przez samego Palpatine’a, a przez kolejne kilkanaście lat szkolono ją w posługiwaniu się Mocą, w sztukach walki, strzelaniu z blastera oraz lataniu wszelkimi pojazdami. Gdy miała około 16 lat, została Ręką Imperatora – specjalnym agentem Palpatine’a, działającym niezależnie od wszystkich służb państwowych. Z reguły wykonywała misje tam, gdzie szturmowcy, imperialna flota oraz inni agenci Imperatora nie mogli sobie poradzić lub też ich obecność nie była pożądana. Miała dostęp do większości danych wewnętrznych i wywiadowczych, w tym do wielu tajnych kodów i skrytek znanych tylko jej i samemu Imperatorowi. Dzięki użyciu Mocy mogła kontaktować się ze swoim mocodawcą z każdego miejsca w galaktyce.
Jedną z jej najważniejszych misji miało być zabicie Luke’a Skywalkera. Jako tancerka Arica czekała na niego w pałacu Jabby. Jednak Jabba nie zgodził się, by towarzyszyła jego świcie podczas egzekucji młodego Jedi, w związku z czym Mara nie zdołała wykonać misji.

### Po Endorze
W momencie śmierci Imperatora w trakcie bitwy o Endor Mara doznała wizji pokazującej, jak Vader oraz Luke rzucają się na Palpatine’a i zabijają go. W ten sposób Palpatine wpoił jej w świadomość i podświadomość swój ostatni rozkaz – „Masz zabić Luke’a Skywalkera!”. Wizja była fałszywa i obliczona na wywarcie większego wpływu na psychikę Mary, o tym jednak Jade dowiedziała się dopiero wiele lat później. Po śmierci mentora Mara praktycznie straciła niewielkie możliwości korzystania z Mocy, które dotychczas przejawiała.
Przez kolejne lata Mara włóczyła się po Galaktyce, z reguły szukając zajęcia jako mechanik i starając się uciec przed okresowo nawracającymi wizjami. Na planecie Varonat spotkała przemytnika Talona Karrde. Uratowała mu życie, za co wdzięczny Karrde zaoferował jej pracę w jego organizacji. Przez kolejnych kilka miesięcy Mara zrobiła w jego organizacji błyskawiczną karierę, awansując ostatecznie na jego zastępcę.

### Ostatni rozkaz
Okazja do wykonania rozkazu Imperatora nadarzyła się, gdy podróżując z Karrdem Mara wyczuła Luke znajdującego się wówczas w rozbitym myśliwcu, w odludnym miejscu galaktyki. Ze względu na okoliczności nie wykonała jednak rozkazu Imperatora. Podczas odwiedzin Thrawna na Myrkr Luke uciekł porwaną kanonierką. Po krótkiej pogoni oboje rozbili się. Przez kilka kolejnych dni wędrowali po lasach tej planety. Ponieważ Wielki Admirał zorientował się, że jednym z uciekinierów był Skywalker, a ludzie Karrdego nie dość, że pomogli mu w ucieczce, to jeszcze rozbili grupę szturmowców, wyznaczył nagrodę za głowę Talona.
Mara próbowała z nim negocjować, jednak nie udało się to, a w dodatku jej błąd sprowadził żołnierzy Thrawna prosto do kryjówki Karrde'a. Ponieważ reszta grupy, z wyjątkiem Avesa, uznała ją za zdrajczynię, jedyną osobą, która mogła jej pomóc, był Luke. Pomogła mu więc uciec z rąk Mrocznego Jedi C’Baotha, a następnie wspólnie odbili przywódcę przemytników z pokładu imperialnego Gwiezdnego Niszczyciela, wykorzystując przy tym tajne kody będące w posiadaniu Mary.
Kilka dni później Jade wzięła udział w bitwie o Flotę Katańską, podczas której jej myśliwiec został zestrzelony, a ona sama, uratowana dzięki Luke’owi, trafiła do szpitala. Następnie wraz z Lukiem, Leią, Hanem, Landem i Chewbaką wzięła udział w wyprawie na Wayland, gdzie mieścił się wykorzystywany przez Thrawna jeden ze skarbców Imperatora. Podczas tej akcji zabiła klona Luke’a, co pozwoliło jej uznać swój rozkaz za wykonany.

### Po upadku Thrawna
Rok później Mara uratowała córkę Ja Bardina, za co dostała statek, który później nazwała Miecz Jade. Następnie pomogła Karrde’owi organizować sojusz przemytników. Gdy Luke uruchomił Akademię Jedi na Yavinie, Mara była w pierwszej grupie studentów. Trenowała głównie z Corranem Hornem, który prezentował podobny poziom wiedzy i doświadczenia. Szybko jednak swoją naukę skończyła, gdyż zajęła się przejęciem Kessel z rąk Morutha Doole’a. Następnie wraz z Landem Calrissianem wyruszyła do Republiki Katholskiej, by szukać Jorja Car'dasa.
W roku 18 ABY brała udział w konflikcie koreliańskim. Przełomowe w jej życiu wydarzenia miały miejsce rok po Kryzysie Koreliańskim. Wraz ze Skywalkerem trafiła do tajnej bazy nieżyjącego już Thrawna. Kolejne niebezpieczne przygody znacznie przybliżyły ich do siebie. Mara zakończyła też wówczas swój trening Jedi. By zniszczyć Rękę Thrawna (nazwa bazy), poświęciła swój statek.
Trzy miesiące później, już na Coruscant, poślubiła Luke’a Skywalkera.
W roku 22 ABY Wraz z Lukiem Skywalkerem dostała wezwanie z Imperium Ręki na Nirauan. Chissowie odnaleźli rozbity statek zwany Lotem Pozagalaktycznym w Nieznanych Regionach. Była to misja z czasów Republiki. Gdy przybyli na miejsce statku zestrzelonego lata temu przez admirała Thrawna odnaleźli rozbitków i obiecali im azyl w Hegemonii Chissów. Jednakże na pokładzie znajdowali się także wrodzy Vagaari. Po stoczeniu walki z Marą i Lukiem ostatecznie zostali pokonani. Luke z Marą bezpiecznie powrócili do Świątyni.

### Nowa era Jedi
Kolejnych kilka lat jej życia upływało w miarę spokojnie. Jednak gdy w roku 25 ABY Galaktykę najechali Yuuzhan Vongowie, dla Mary rozpoczął się prawdziwy horror. Przez jednego z ich wysłanników została potajemnie zarażona śmiertelnym wirusem, który zabił 99 innych ofiar, a ją znacznie osłabił. Mimo tego, jako pierwsza osoba w galaktyce pokonała Yuuzhanina na Belkadanie.
W czasie gdy wszyscy Jedi podróżowali po galaktyce i wykonywali przeróżne misje, Mara wraz z Anakinem wyruszyła na Dantooine. Miała tam odzyskać siły, ale odpoczynek zamienił się w ucieczkę przez Vongami. W ostatniej chwili wyczerpaną Marę i Anakina uratował Luke i jego siostrzeniec Jacen Solo. Mimo iż stan zdrowia Mary nadal się pogarszał, wyruszyła na Ithor, gdzie wraz z wieloma innymi Jedi brała udział w walkach z wrogiem. Jednak po zniszczeniu Ithoru Mara kompletnie straciła siły.
W końcu lekarstwo – Łzy Vergere – zdobył dla niej Han Solo. Choroba ustąpiła. Kilka miesięcy później Mara zaszła w ciążę. Mimo tego brała udział w obronie Duro. Kolejnych kilka miesięcy spędziła na Coruscant, jednak wkrótce władze Nowej Republiki wydały rozkaz aresztowania małżeństwa Skywalkerów. Mara wraz z Lukiem przenieśli się na okręt Boostera Terrika. Tam okazało się, że Łzy mają szkodliwy wpływ na jej nienarodzone dziecko, a po zrezygnowaniu z nich – nastąpił nawrót choroby. Tuż przed urodzeniem syna, któremu nadali później imię Ben, Luke używając Mocy ostatecznie pokonał chorobę Mary.
Następnie Mara brała udział w kilku akcjach bojowych, zarówno ofensywnych, jak i defensywnych. Brała również udział w obronie Coruscant. Po upadku planety wraz z Lukiem i Benem wybrała się na tereny Konsorcjum Hapes.

### Śmierć
Mara Jade została zamordowana przez Jacena Solo w 40 roku ABY na planecie Kavan. Zrobiła to by uchronić swojego syna Bena od przejścia na ciemną stronę Mocy oraz miała na celu uwolnienie Galaktycznego Sojuszu od tyranii Jacena Solo. Po śmierci jej ciało nie połączyło się z Mocą i pozostało na planecie. Jej pogrzeb odbył się w Świątyni Jedi na Coruscant. Gdy na ceremonię przybył spóźniony Jacen, jej ciało połączyło się z Mocą i zniknęło, dając Luke’owi oraz Benowi wskazówkę na temat tego, kto ją zabił.